# Ernst Moritz Arndt
Ernst Moritz Arndt (Schoritz, 1769. december 26. – Bonn, 1860. január 29.) német író, a frankfurti parlament tagja, a korszak egyik legismertebb költője.
Szülei jobbágysorból emelkedtek fel, az egyetemen 1791-től 1794-ig teológiát és történelmet tanult az akkor Svédországhoz tartozó Greifswaldban, majd Jénában. 1800-ban magántanári állást kapott, majd 1805-től már Greifswaldban tanított filozófiát és történelmet.
A jobbágysággal foglalkozó írásai nagyban hozzájárultak ahhoz, hogy azt Svéd-Pomeránia területén megszüntessék. Napóleon európai egyeduralmi törekvésének hatására Arndt figyelme középpontjába a korábbi társadalmi kérdések helyett egyre inkább a politika és patriotizmus került párosulva militáns idegengyűlölettel. 1806-os porosz vereséget követően Arndt átmenetileg Svédországba költözött, de 1809-ben újra visszament Németországba és kapcsolatba lépett más porosz patriótákkal. Politikai követelései (alkotmány, a német államok szorosabb politikai egysége) miatt konfliktusba került a restauráció politikájával és 1820-ban felfüggesztették a Bonni Egyetemen, ahol 1818 óta történelmet tanított. (Rehabilitáció 1840). 1848-tól jobboldali képviselőként a frankfurti parlament képviselője volt és kiállt a porosz irányítással létrehozandó alkotmányos monarchia mellett. 1854-ig újra Bonnban tanított. Politikai publicisztikája mellett propagandista költészete nagy visszhangra talált. Ezen költemények egyoldalúsága azonban nem jellemző úti beszámolóira, késői visszaemlékezéseire.

## Legfontosabb művei
- Reisen durch einen Theil Teutschlands, Ungarns, Italiens und Frankreichs, 1801–03
- Versuch einer Geschichte der Leibeigenschaft in Pommern und Rügen, 1803
- Fragmente über Menschenbildung, 1805–19
- Geist der Zeit, 1806–18
- Gedichte, 1811
- Katechismus für den teutschen Kriegs- und Wehrmann, 1813
- Lieder für Teutsche, 1813
- Märchen und Jugenderinnerungen. 1818, 2. rész 1843
- Erinnerungen aus dem äußeren Leben, 1840
- Das Turnwesen, 1842
- Gedichte. Neue Auswahl, 1850
- Schriften für und an seine lieben Deutschen, 1845–55
- Geistliche Lieder, 1855
- Meine Wanderungen und Wandelungen mit dem Reichsfreiherrn […] von Stein, 1858